# IJFワールド柔道ツアー
IJFワールド柔道ツアー (IJF World Judo Tour) とは、国際柔道連盟（IJF）が2009年1月から施行する柔道国際大会。以前はIJFグランプリシリーズと呼ばれていた。

## 概要
世界選手権（シニア、ジュニア、カデ及び無差別）、ワールドマスターズ（世界ランキング上位36名のみに出場資格が与えられる大会)、グランドスラム（フランス、アゼルバイジャン、ロシア、UAE、ドイツ、日本などで行われる8大会）、グランプリ（グランドスラムに次ぐ大会。ハンガリーなどで行われる約10大会）の各大会が、IJFによる世界ランキング対象のワールド柔道ツアーに含まれる（カデ及び無差別の世界選手権はシニアの世界ランキング対象外の大会となる）。オリンピックは世界ランキング対象大会となるが、IOC主催なのでIJFのワールド柔道ツアーには含まれない。また、大陸選手権及びコンチネンタルオープンも世界ランキング対象大会となるが、各大陸連盟主催のためワールド柔道ツアーには含まれない。各大会の成績によってポイントが選手個人に与えられる（国ではない）。オリンピックの出場権はこのポイントによって決定される。また、ジュニア（15歳以上20歳以下）とカデ（15歳以上17歳以下）を対象にしたワールド柔道ツアーもあり、そこでの成績がジュニア及びカデの世界ランキングに反映される。なお、IJFワールド柔道ツアーの場合、エントリーの締め切りは大会の1週間前までとなる。各大会のポイントの詳細についてはランキング制 (柔道)を参照。マリウス・ビゼールがIJF会長就任後の2007年9月に構想を発表したもので、2008年10月のIJF理事会で決定された。
IJFは2015年よりカデ、ジュニア、シニアの如何を問わず、それぞれの世界ランキングに入っている全ての選手に対して、他格闘技の国際大会にIJFの許可を得ずに参加することを禁じた。2019年3月にIJFは、度重なる警告にもかかわらずカザフスタンのレスリングとして知られるクレシュの世界選手権に何度も出場していたジョージアのグラム・ツシシビリに対して、2か月の出場停止処分を科した。一方で、2018年のサンボ世界選手権でメダルを獲得した108名のうち、20名の選手が2016年以降もIJFワールド柔道ツアーや大陸連盟主催のコンチネンタルオープンにも出場していた。そのうち、2017年のサンボ世界選手権74 kg級金メダリストで、柔道では2019年のグランドスラム・エカテリンブルグ73 kg級で3位になったタジキスタンのベフルジ・ホジャゾダなど10名は、2018年以降も依然としてIJFワールド柔道ツアーに出場していたが、ツシシビリと違い処分は受けていない。なお、彼らがIJFから許可を得て出場していたかは明らかでない。1度目の違反は2ヶ月の出場停止だが、2度目は2年間と規定されている。また、IJFはIOCからの働きかけに従って、八百長や選手の出場登録を巡る巧妙な駆け引きを未然に防ぐための新たな倫理基準を設定した。このため、大会ごとの出場選手登録は今まで一般にも事前に確認できたが、2019年7月以降は大会前日の組み合わせ発表まで確認できない取り決めとなったが、その後また事前に確認できるようになった。
2020年のIJFワールド柔道ツアーは新型コロナウイルスの影響により、3月から中止されることになった。少なくとも6月まで開催されないことになった。再開時期は状況次第だという。6月にIJFは、状況が許せば9月から再開する方針を示した。9月のグランプリ・ザグレブから再開される予定のツアーでは、入念な新型コロナ対策のために、選手を始めとした関係者には複数回の陰性証明が求められるとともに、会場では無観客の上、選手以外の関係者は審判を含めて全員にマスクの着用が義務付けられることになった。また、表彰式では選手同士の握手が禁じられる。その後、10月下旬のグランドスラム・ブダペストから再開されることが決まった。しかし、11月以降の大会は中止が決まった。2021年1月のワールドマスターズから再開された
。
2022年2月にロシアがウクライナに軍事侵攻した件を受けてIJFは、ロシア及びその協力者であるベラルーシの選手と役員をワールド柔道ツアーから除外するようIOCにより勧告されていたが、「全てのロシア選手に制裁を科す決定は正当化されない」として、ロシア国旗や国歌の使用は認めないものの、IJFの名の下での大会参加を許容する方針を打ち出した。3月にロシア柔道連盟は、現在の状況下では選手の移動や安全の確保という点から、IJFワールド柔道ツアーへのIJFの名の下での参入も困難であるとの認識を示した。これを受けてIJFは、ロシアとベラルーシの選手に対して、IJFワールド柔道ツアー及びEJUの大会への参加を保留することに決めた。IJFはパリオリンピックに向けたポイント争いの開始となる2022年の今大会から、ロシアによるウクライナへの軍事侵攻で大会参加が中断されていたロシアとベラルーシの選手が、IJF名義による中立の立場で参加することを認めた。31にも上る夏季オリンピック競技団体の中で、ロシア大統領のウラジーミル・プーチンと長年に渡って友好関係を築いてきたマリウス・ビゼール率いるIJFのみが、中立という立場ながらも容認する格好となった。IJF会長のビゼールは、「柔道は教育のスポーツ。政治的な干渉や、いかなる形の差別も常に避けるよう努力してきた」と、この決定について事情を説明した。一方で、ウクライナの元世界チャンピオンであるゲオルグリー・ザンタラヤはこの決定を強く非難するとともに、いかなる形にせよロシアの参加を認めるなら、自分が今まで獲得してきた世界チャンピオンやその他の称号を全て放棄すると語った。さらにウクライナ柔道連盟は、ロシアとベラルーシの選手による大会出場が認められる限り、ウクライナの選手はIJFワールド柔道ツアーへの参加を拒否することを明らかにした。軍やスポーツ省から給与を得ているロシアとベラルーシの選手は中立の立場たりえず、さらに、IOCもロシアとベラルーシの選手の除外を推奨しているにもかかわらず彼らの大会参加を認めることは、以ての外だとしている。なお、グランドスラム・ウランバートルにIJF名義で出場したロシア選手のうち、11名がロシア軍に直接関連していると、ウクライナ柔道連盟は指摘した。これに対して、IJFは前言を繰り返してウクライナの要求を退けた。IJFは9月に入ると、現在の世界情勢を考慮して全ての選手の安全を守るためという理由により、2023年1月まで国際大会に両国の出場を認めない方針を打ち出した。そのため両国は2022年の世界選手権に出場できなかった。
IJFは2023年5月の世界選手権からロシア及びその協力者であるベラルーシの選手が、中立の立場(AIN)でIJFワールド柔道ツアーに出場することを容認した。選手のSNS上での発言内容などを調査した上で、問題がないと判断された選手には参加資格が付与される。3月にIOCが中立の条件付きながら両国選手の国際大会への復帰を容認しており、IJFもオリンピックの夢を目指す全ての選手に公平な参加と平等なチャンスを与えるとして、それに追従する形となった。これに対して、ウクライナは世界選手権のボイコットを表明した。ウクライナ柔道連盟は世界選手権に出場が認められたロシア選手の大半は現役の軍人だと主張している。またウクライナのマスコミによれば、東京オリンピック銅メダリストのニヤス・イリアソフを含む7名がCSKAに所属する軍関係者だという。IOCはロシアの軍や治安機関に所属する選手の出場を認めていないが、IJFはこの点について触れていない。世界選手権に出場予定だったダリア・ビロディドは、ウクライナ人を日常的に殺戮しているテロリスト国家の軍人が国際大会に参加するのは許されないことだと語った。一方で、ロシアのスポーツ大臣であるオレグ・マティツィンは、IJFがロシア国旗を認めないのは差別的だと非難した。その後IJFは、ロシア選手団のうち役員8名が基準を満たしていなかったとして大会参加を拒否したが、そこに選手は含まれていなかった。選手のいずれもが、戦争を支持、ないしはそれを示唆する見解が確認できなかったという。なお、今大会は世界ランキングの100位以内に入っていないと出場できず、ベラルーシ選手はその基準を満たしていなかったが、特別に出場を認められた。IJF会長のマリウス・ビゼールは「すべての国は世界選手権とIJFの大会に歓迎される。私たちは戦争に反対するが、差別はしない」、IJF理事で全柔連会長の山下泰裕も「パスポートだけで選手を差別すべきではない」とそれぞれ見解を述べた。これに対して、ウクライナ柔道連盟会長のミハイロ・コシリャクはIJF総会において、ロシア選手17名のうち15名が軍関係者だと非難した。一方でビゼールは、それらの選手はすでに軍を離れていると主張した。さらにビゼールは次のように述べた。「我々の決定によりロシアとウクライナの両方の人命が救われた。ロシア選手は戦争に加担せず柔道界にとどまる道を選んだ。我々がそんな彼らを拒否していたら、彼らは前線に送られた」。なお、今大会の100㎏級で中立選手として出場したアルマン・アダミアンが優勝した際に、ロシア大統領のウラジーミル・プーチンはアダミアンを我々のチャンピオンと称賛した。また、100㎏超級で優勝したフランスのテディ・リネールは、「私たちは柔道ファミリー。スポーツと政治は全く違うものだ」として、ロシアとベラルーシの選手が中立の立場で復帰したことを支持する態度を明らかにした。その一方で、試合会場においてロシア軍のエンブレム(聖ゲオルギー・リボン)を着用していた観客3名が取り外しを拒否したため、会場から追い出された。
2016年のリオデジャネイロオリンピック及びIJFワールド柔道ツアーにおける一本の割合は立ち技が約52%だったのに対して寝技は約48%だったのが、2017年には立ち技が約45%で寝技が約55%と寝技での一本が上回ることになった。また、2016年にはゴールデンスコアの割合は全体の約4.5%にあたる263試合だったが、2017年はルール改正により本戦における指導差での決着が認められなくなったことなどもあって、ゴールデンスコアが全体の約23.7%にあたる1349試合と飛躍的に増加した。

## 国際大会のランク
上位順
IOC主催
- オリンピック（4年に一度）

IJFワールド柔道ツアー
- 世界選手権（オリンピック開催年をも含めて毎年開催になった）
- ワールドマスターズ（世界ランキング上位16名のみに出場資格が与えられる大会だったが、2019年からは上位36名までに拡大された）
- グランドスラム（フランス、アゼルバイジャン、ロシア、UAE、ドイツ、日本で行われる6大会）
- グランプリ（グランドスラムに次ぐ大会。ハンガリーなどで行われる約10大会）

IJFワールド柔道ツアー対象外
- 大陸選手権（年1回）
- コンチネンタルオープン（チェコなどで行われる約20大会）

## 賞金
1988年11月にフランスのパリで、柔道界初の賞金大会となる男子の無差別のみを対象とした「フランスマスターズ」が開催された（この時の優勝賞金は当時の日本円で約210万円となる10万フラン、2位は5万フラン、3位は3万フランだった）。
その後ヨーロッパでは度々賞金大会が開催されたが、このIJFワールド柔道ツアーの開始によって本格的な賞金大会が始まったと言える。
IJFワールド柔道ツアーは、世界選手権、ワールドマスターズ、グランドスラム及びグランプリ大会が対象となる。大陸選手権とコンチネンタルオープンはIJF主催大会でないのでそこには含まれない。世界選手権とワールドマスターズの優勝者には6000ドル、2位には4000ドル、3位には2000ドル、グランドスラム優勝者には5000ドル、2位には3000ドル、3位には1500ドル、グランプリ優勝者には3000ドル、2位には2000ドル、3位には1000ドルの賞金がそれぞれ授与される。コンチネンタルオープンの場合は基本的に賞金は授与されない（但し、2010年のワールドカップ・アルマトイのように主催国の連盟の裁量によって賞金が授与される場合もある）。
なお、ワールドマスターズ、グランドスラム及びグランプリは2009年から2012年まで敗者復活戦は設けられていなかったが、2013年からは導入されることになった。
日本選手の場合、稼いだ賞金の扱いは大相撲の懸賞金に似ており、半分は「納税準備」「強化資金確保」等の名目で全日本柔道連盟の取り分となっていた。しかし、2013年3月からは競技者規定が改訂されて、賞金は全額選手が受け取れることになった。
2014年が始まった時点で男女各階級1位の選手には、それぞれ1万ドルが授与された。さらに、2014年からIJFはプレステージランキング制度を設けて、その年最後のランキングにおいて全階級のトータルでもっともポイントを獲得した男女それぞれ1名に5万ドルを贈呈することに決めた。男女各階級1位の選手には1万ドルが贈呈された。2016年には世界ランキングの各階級で1位になった選手全員に5万ドルが支払われた。
2014年7月からはIJF主催の各大会でコーチにも賞金が支給されるようになったために、選手の賞金が従来の2割減となった。そのため、メダリストの賞金は従来より2割減となる（グランドスラム大会では優勝者に4000ドル、そのコーチに1000ドル、2位に2400ドル、そのコーチに600ドル、3位に1200ドル、そのコーチに300ドル）。
2017年11月の世界選手権（無差別）では優勝者に8万ユーロ（日本円で約1064万円）、2位に4万ユーロ、3位に2万ユーロと、IJFワールド柔道ツアーでは初めてとも言える高額な賞金が用意されることになった。2017年の各階級年間ランキング1位には5万ドルがIJFから授与された。
2018年の年間ランキングで最もポイントを積み上げた男女各1名に5万ドル、残り12名の世界ランキング1位にそれぞれ1万ドルがIJFから授与された。

## メダル獲得選手上位一覧
| 順位 | 選手                           | 国籍           | 金メダル | 銀メダル | 銅メダル | 総計 |
| ---- | ------------------------------ | -------------- | -------- | -------- | -------- | ---- |
| 1    | テディ・リネール               | フランス       | 26       | 1        | 0        | 27   |
| 2    | クラリス・アグベニュー         | フランス       | 23       | 8        | 2        | 33   |
| 3    | マイリンダ・ケルメンディ       | コソボ         | 20       | 3        | 5        | 28   |
| 4    | 高藤直寿                       | 日本           | 19       | 2        | 2        | 23   |
| 5    | ティナ・トルステニャク         | スロベニア     | 17       | 10       | 9        | 36   |
| 6    | 松本薫                         | 日本           | 15       | 3        | 4        | 22   |
| 7    | ムンフバット・ウランツェツェグ | モンゴル       | 14       | 12       | 17       | 43   |
| 8    | オドレー・チュメオ             | フランス       | 14       | 8        | 12       | 34   |
| 9    | ケイラ・ハリソン               | アメリカ合衆国 | 14       | 6        | 8        | 28   |
| 10   | キム・ポリング                 | オランダ       | 14       | 6        | 4        | 24   |

（出典）

## 優勝者の年齢
| Category         | 男子                                                                              | 女子                                                                            |
| ---------------- | --------------------------------------------------------------------------------- | ------------------------------------------------------------------------------- |
| 最年少優勝       | - 阿部一二三 : 17歳118日（2014年グランドスラム・東京66 kg級）                     | - 阿部詩 : 16歳225日（2017年グランプリ・デュッセルドルフ52 kg級）               |
| 最年少メダリスト | - 阿部一二三 : 17歳118日（2014年グランドスラム・東京66 kg級優勝）                 | - グルシャン・ナザロワ : 14歳129日（2012年グランプリ・バクー52 kg級2位）        |
| 最年長優勝       | - ミクローシュ・ウングバリ : 37歳300日（2018年グランプリ・ブダペスト73 kg級）     | - イルス・ヘイレン : 36歳197日（2013年グランプリ・タシュケント52 kg級）         |
| 最年長メダリスト | - ミクローシュ・ウングバリ : 37歳300日（2018年グランプリ・ブダペスト73 kg級優勝） | - サブリナ・フィルツモザー : 39歳30日（2019年グランプリ・ブダペスト57 kg級3位） |

## 世界ランキングの各階級トップ選手

### 男子
| 年     | 60 kg以下級                | 66 kg以下級                      | 73 kg以下級                    | 81 kg以下級                  | 90 kg以下級                  | 100 kg以下級                 | 100 kg超級             |
| ------ | -------------------------- | -------------------------------- | ------------------------------ | ---------------------------- | ---------------------------- | ---------------------------- | ---------------------- |
| 2009年 | ゲオルグリー・ザンタラヤ   | ハシュバータル・ツァガンバータル | 王己春                         | イワン・ニフォントフ         | 小野卓志                     | 穴井隆将                     | テディ・リネール       |
| 2010年 | リショド・ソビロフ         | ハシュバータル・ツァガンバータル | 王己春                         | 金宰範                       | 小野卓志                     | 穴井隆将                     | テディ・リネール       |
| 2011年 | リショド・ソビロフ         | ムサ・モグシコフ                 | 中矢力                         | 金宰範                       | イリアス・イリアディス       | 穴井隆将                     | テディ・リネール       |
| 2012年 | リショド・ソビロフ         | ラシャ・シャフダトゥアシビリ     | 中矢力                         | 金宰範                       | イリアス・イリアディス       | マクシム・ラコフ             | テディ・リネール       |
| 2013年 | 高藤直寿                   | ダワードルジ・トゥムルフレグ     | サインジャルカル・ニャムオチル | アブタンディル・チリキシビリ | アスレイ・ゴンサレス         | エルハン・ママドフ           | ラファエル・シルバ     |
| 2014年 | ガンバット・ボルドバータル | ミハイル・プリャエフ             | デックス・エレモント           | アブタンディル・チリキシビリ | ヴァルラーム・リパルテリアニ | ルカシュ・クルパレク         | テディ・リネール       |
| 2015年 | 高藤直寿                   | ゲオルグリー・ザンタラヤ         | ルスタム・オルジョフ           | アブタンディル・チリキシビリ | 郭同韓                       | エルマール・ガシモフ         | テディ・リネール       |
| 2016年 | オルハン・サファロフ       | アン・バウル                     | ルスタム・オルジョフ           | 永瀬貴規                     | ベイカー茉秋                 | エルマール・ガシモフ         | テディ・リネール       |
| 2017年 | 高藤直寿                   | 阿部一二三                       | 橋本壮市                       | ハサン・ハルムルザエフ       | アレクサンダル・クコル       | ミハエル・コレル             | ダビド・モウラ         |
| 2018年 | ロベルト・ムシビドバゼ     | 阿部一二三                       | 安昌林                         | サイード・モラエイ           | ニコロス・シェラザディシビリ | ヴァルラーム・リパルテリアニ | グラム・ツシシビリ     |
| 2019年 | 永山竜樹                   | 丸山城志郎                       | ルスタム・オルジョフ           | サギ・ムキ                   | ニコロス・シェラザディシビリ | ミハエル・コレル             | ルカシュ・クルパレク   |
| 2020年 | 永山竜樹                   | マヌエル・ロンバルド             | ルスタム・オルジョフ           | マティアス・カス             | ニコロス・シェラザディシビリ | ピーター・パルチック         | ルカシュ・クルパレク   |
| 2021年 | 楊勇緯                     | アン・バウル                     | ラシャ・シャフダトゥアシビリ   | マティアス・カス             | ラシャ・ベカウリ             | アルマン・アダミアン         | タメルラン・バシャエフ |
| 2022年 | 楊勇緯                     | デニス・ビエル                   | ラシャ・シャフダトゥアシビリ   | タト・グリガラシビリ         | ダブラト・ボボノフ           | イリア・スラマニゼ           | テムール・ラヒモフ     |
| 2023年 | 永山竜樹                   | デニス・ビエル                   | ヒダヤト・ヘイダロフ           | マティアス・カス             | ルカ・マイスラゼ             | イリア・スラマニゼ           | テムール・ラヒモフ     |
| 2024年 | ルカ・ムハイジェ           | ウィリアン・リマ                 | ヒダヤト・ヘイダロフ           | タト・グリガラシビリ         | ラシャ・ベカウリ             | ゼリム・コツォイエフ         | テディ・リネール       |

（出典、）

### 女子
| 年     | 48 kg以下級                    | 52 kg以下級                | 57 kg以下級            | 63 kg以下級                        | 70 kg以下級          | 78 kg以下級                  | 78 kg超級            |
| ------ | ------------------------------ | -------------------------- | ---------------------- | ---------------------------------- | -------------------- | ---------------------------- | -------------------- |
| 2009年 | 福見友子                       | 中村美里                   | テルマ・モンテイロ     | 上野順恵                           | リュシ・デコス       | セリーヌ・ルブラン           | 佟文                 |
| 2010年 | 福見友子                       | 中村美里                   | 松本薫                 | 上野順恵                           | リュシ・デコス       | セリーヌ・ルブラン           | 秦茜                 |
| 2011年 | 浅見八瑠奈                     | 西田優香                   | 松本薫                 | ジブリズ・エマヌ                   | リュシ・デコス       | オドレー・チュメオ           | 田知本愛             |
| 2012年 | サラ・メネゼス                 | 西田優香                   | 松本薫                 | 上野順恵                           | リュシ・デコス       | ケイラ・ハリソン             | イダリス・オルティス |
| 2013年 | サラ・メネゼス                 | マイリンダ・ケルメンディ   | ミリアム・ローパー     | ヤーデン・ジェルビ                 | キム・ポリング       | マイラ・アギアル             | イダリス・オルティス |
| 2014年 | ムンフバット・ウランツェツェグ | マイリンダ・ケルメンディ   | オトーヌ・パヴィア     | クラリス・アグベニュー             | キム・ポリング       | オドレー・チュメオ           | イダリス・オルティス |
| 2015年 | ムンフバット・ウランツェツェグ | アンドレア・キトゥ         | ドルジスレン・スミヤ   | ティナ・トルステニャク             | キム・ポリング       | ケイラ・ハリソン             | 于頌                 |
| 2016年 | ムンフバット・ウランツェツェグ | マイリンダ・ケルメンディ   | ドルジスレン・スミヤ   | ティナ・トルステニャク             | キム・ポリング       | ケイラ・ハリソン             | イダリス・オルティス |
| 2017年 | ムンフバット・ウランツェツェグ | エリカ・ミランダ           | ドルジスレン・スミヤ   | クラリス・アグベニュー             | 新井千鶴             | フーシェ・ステーンハイス     | 金珉程               |
| 2018年 | ダリア・ビロディド             | アマンディーヌ・ブシャール | 芳田司                 | クラリス・アグベニュー             | 新井千鶴             | フーシェ・ステーンハイス     | イダリス・オルティス |
| 2019年 | ダリア・ビロディド             | アマンディーヌ・ブシャール | 出口クリスタ           | クラリス・アグベニュー             | マリー＝エヴ・ガイエ | マドレーヌ・マロンガ         | イダリス・オルティス |
| 2020年 | ディストリア・クラスニキ       | アマンディーヌ・ブシャール | ジェシカ・クリムカイト | クラリス・アグベニュー             | マリー＝エヴ・ガイエ | マドレーヌ・マロンガ         | イダリス・オルティス |
| 2021年 | ディストリア・クラスニキ       | アマンディーヌ・ブシャール | ジェシカ・クリムカイト | クラリス・アグベニュー             | バルバラ・マティッチ | アンナ＝マリア・ヴァーグナー | ロマヌ・ディッコ     |
| 2022年 | シリヌ・ブクリ                 | チェルシー・ジャイルズ     | 出口クリスタ           | ルーシー・レンシャル               | バルバラ・マティッチ | マイラ・アギアル             | ロマヌ・ディッコ     |
| 2023年 | アッスンタ・スクット           | ディストリア・クラスニキ   | 出口クリスタ           | カトリーヌ・ボーシュマン＝ピナール | サンネ・ファンデイケ | インバル・ラニル             | ラズ・ヘルシュコ     |
| 2024年 | バブードルジ・バーサンフー     | ディヨラ・ケルディヨロワ   | 出口クリスタ           | アンドレヤ・レシキ                 | バルバラ・マティッチ | アンナ＝マリア・ヴァーグナー | ロマヌ・ディッコ     |

（出典、)

## 世界ランキング年間トップ回数上位一覧
| 順位 | 階級       | 選手                           | 国籍             | トップ回数 |
| ---- | ---------- | ------------------------------ | ---------------- | ---------- |
| 1    | 100 kg超級 | テディ・リネール               | フランス         | 8          |
| 2    | 78 kg超級  | イダリス・オルティス           | キューバ         | 7          |
| 3    | 63 kg級    | クラリス・アグベニュー         | フランス         | 6          |
| 4    | 73 kg級    | ルスタム・オルジョフ           | アゼルバイジャン | 4          |
| 4    | 48 kg級    | ムンフバット・ウランツェツェグ | モンゴル         | 4          |
| 4    | 52 kg級    | アマンディーヌ・ブシャール     | フランス         | 4          |
| 4    | 57 kg級    | 出口クリスタ                   | カナダ           | 4          |
| 4    | 70 kg級    | リュシ・デコス                 | フランス         | 4          |
| 4    | 70 kg級    | キム・ポリング                 | オランダ         | 4          |
| 10   | 60 kg級    | リショド・ソビロフ             | ウズベキスタン   | 3          |
| 10   | 60 kg級    | 高藤直寿                       | 日本             | 3          |
| 10   | 60 kg級    | 永山竜樹                       | 日本             | 3          |
| 10   | 73 kg級    | ラシャ・シャフダトゥアシビリ   | ジョージア       | 3          |
| 10   | 81 kg級    | 金宰範                         | 韓国             | 3          |
| 10   | 81 kg級    | アブタンディル・チリキシビリ   | ジョージア       | 3          |
| 10   | 81 kg級    | マティアス・カス               | ベルギー         | 3          |
| 10   | 90 kg級    | ニコロス・シェラザディシビリ   | スペイン         | 3          |
| 10   | 100 kg級   | 穴井隆将                       | 日本             | 3          |
| 10   | 100 kg超級 | ルカシュ・クルパレク           | チェコ           | 3          |
| 10   | 52 kg級    | マイリンダ・ケルメンディ       | コソボ           | 3          |
| 10   | 52 kg級    | ディストリア・クラスニキ       | コソボ           | 3          |
| 10   | 57 kg級    | 松本薫                         | 日本             | 3          |
| 10   | 57 kg級    | ドルジスレン・スミヤ           | モンゴル         | 3          |
| 10   | 63 kg級    | 上野順恵                       | 日本             | 3          |
| 10   | 70 kg級    | バルバラ・マティッチ           | クロアチア       | 3          |
| 10   | 78 kg級    | ケイラ・ハリソン               | アメリカ合衆国   | 3          |
| 10   | 78 kg超級  | ロマヌ・ディッコ               | フランス         | 3          |

（出典）

## コーチのドレスコード
コーチは以下のドレスコードを尊重すべきだとしている。
いずれの場合も短パン、上半身だけでも何も着ない事、ジーンズ、セーターなどのスポーツと関連のない服装、サンダルは禁止。

### 予選ラウンド
ナショナルチームのトレシャツ、靴まで届く長さのナショナルチームのトレパン。上半身はナショナルチームの半袖または長袖のTシャツでもよい。サンダルではないスポーツシューズ。

### 決勝ブロック、組合せ発表会
2013年の時点では、ジャケット及びネクタイ着用であった。審判は制服、コーチは私服とはいえ、女性審判もジャケット、ネクタイ着用の服装規定でみな守っているが、女性コーチはほとんど守っていなかった。
2018年10月までにフォーマルシューズ着用に。男女で規定を変えるのはIOCが快くは思わないが男女でコードを変える。男性コーチはジャケット、ロングパンツ、ネクタイ、シャツ。女性コーチはジャケット、ロングパンツ（またはスカート、ドレス）、ブラウスに。